# Andreas Önnerfors

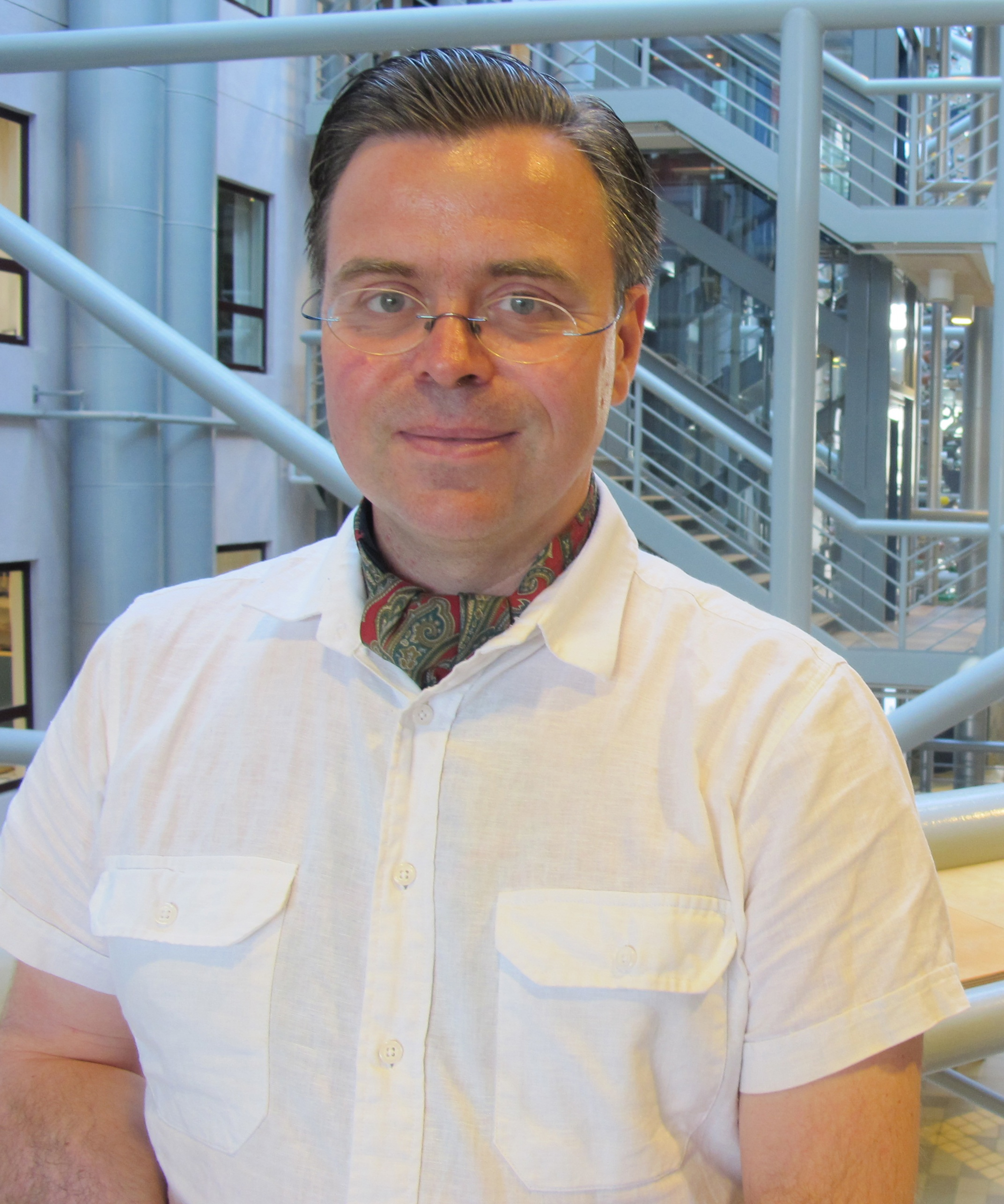

Andreas Önnerfors (* 22. Mai 1971 in Gerolstein) ist ein schwedischer Historiker.

## Leben
Andreas Önnerfors wuchs in Deutschland auf, wo sein Vater Alf Önnerfors eine Professur in Köln hatte. Seine Mutter ist Ute Önnerfors, geb. Michaelis. Nach seinem Abitur in Trier 1990 studierte er an der Universität Lund. 2003 verteidigte er seine Dissertation in der Geschichte der Ideen. 2012 wurde er Docent für Ideengeschichte in Göteborg. Er ist Dekan der geisteswissenschaftlichen Einrichtung der Europäischen Akademie der Wissenschaften und Künste.

## Schriften (Auswahl)
- Pentagrammstudien – eine Reise in die Selbsterkenntnis. Lund 1994.
- Svenska Pommern – kulturmöten och identifikation 1720–1815. Lund 2003, ISBN 91-974153-5-9.
- Freemasonry. A very short introduction. Oxford 2017, ISBN 0-19-879627-7.
- als Herausgeber mit Kristian Steiner: Expressions of radicalization. Global politics, processes and practices. Cham 2018, ISBN 978-3-319-65565-9.